# Копенгагенский метрополитен
Копенга́генский метрополите́н (дат. Københavns Metro) — первый и единственный в Дании. Единственное метро в Европе которое работает 24/7 как и в Нью Йорке. Автоматическая (без машиниста) система метро, открыта в 2002 году и входит в сеть общественного транспорта, обслуживающую Копенгагенскую агломерацию: коммуны Копенгаген, Фредериксберг, Торнбю с перерывами движения меньше двух минут.
Метро Копенгагена — один из самых молодых метрополитенов мира, проекты которых были сданы в эксплуатацию в первом десятилетии XXI века. Тем не менее, на международной конференции по метрополитену (англ. Metro Rail Conference) в 2008 году датская подземная железная дорога была признана лучшей в Европе. По состоянию на конец июня 2024 года датский метрополитен насчитывает четыре линии с 44 станциями.

## История
Вопрос о строительстве метрополитена в Копенгагене рассматривался ещё в начале 1990-х годов. Первое решение о необходимости строительства было принято фолькетингом (парламентом) Дании в 1992 году. Основной целью данного проекта являлось обеспечение жителей города и прилегающих районов современным и быстрым видом транспорта, который бы не зависел от наземной транспортной ситуации и имел максимально возможные удобства для пассажиров.

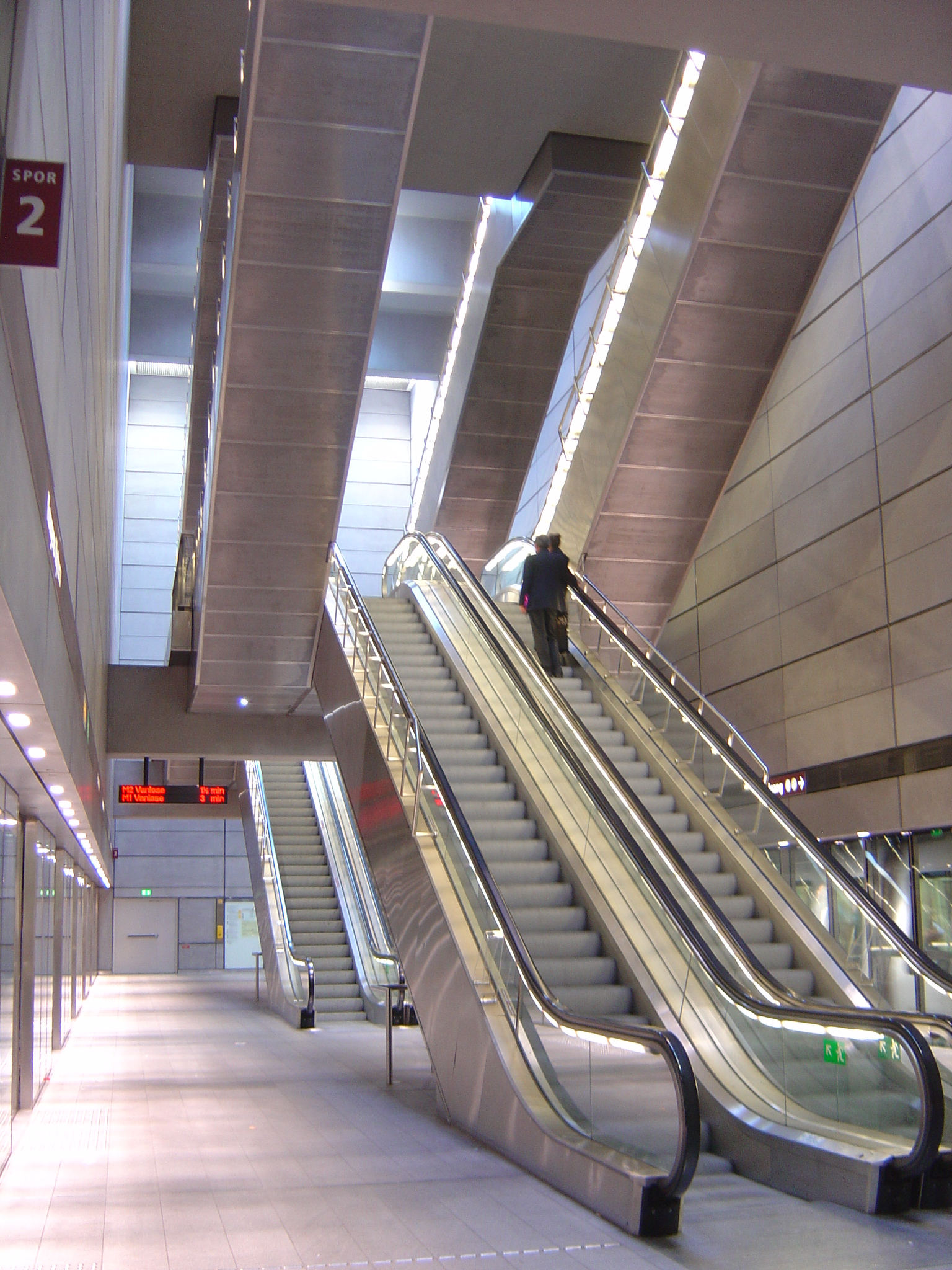
Подземная станция Конгенс-Нюторв, 2007 год.

К 1997 году, на этапе подготовительных работ, было завершено проектирование подвижного состава и закуплено оборудование, необходимое для начала строительства. В 1998 году недалеко от будущей станции Исландс-Брюгге (дат. Islands Brygge) началась проходка тоннелей. Глубина залегания тоннелей варьировалась от 20 до 30 метров. В том же году в Италии компанией Ansaldo Trasporti было начато изготовление подвижного состава (34 трёхвагонных состава).
В 2000 году были проведены ходовые испытания первого состава на готовом наземном участке, в начале 2001 года завершена проходка подземных тоннелей. В День смеха, 1 апреля 2001 года, в честь планируемого открытия метрополитена в Дании, на центральной площади Копенгагена (дат. Rådhuspladsen) был установлен макет вагона метро, вылетевшего наружу под углом в 45 градусов. На самом деле это был списанный вагон Стокгольмского метрополитена.

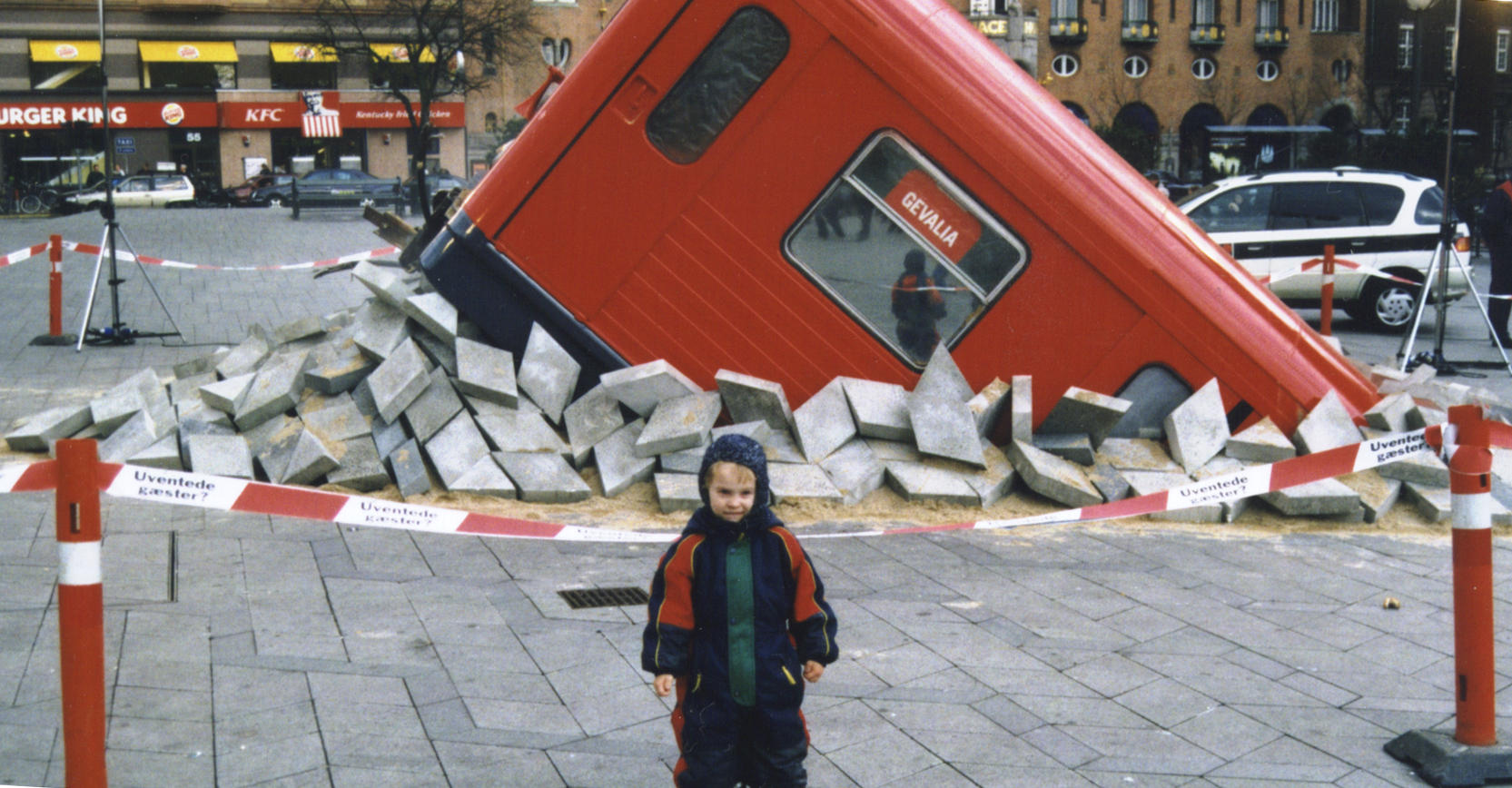
День смеха 2001 года, Копенгаген.

В период с 2001 по 2002 год велись работы по сооружению станций метро и монтаж систем обеспечения. В июне 2002 года началась наладка систем и обкатка составов на всей длине пускового участка, а в августе начаты работы на наземном участке метро вдоль восточного побережья острова Амагер в сторону самого крупного аэропорта Дании — Каструп. Этот участок был завершён только в сентябре 2007 года.
1 июня 2007 года датским парламентом было практически единогласно (против высказалась красно-зелёная коалиция) принято решение о строительстве новой кольцевой линии (дат. Cityringen), и в августе того же года были начаты работы по геодезическому исследованию и проектированию.
Работы включали прокладку под землёй 15,5 километров железнодорожных путей и строительство 17 новых подземных станций метро. Пересадка на существующие линии метро предусматривалась на станциях Конгенс-Нюторв и Фредериксберг. С введением новых линий в эксплуатацию центр Копенгагена стал связан с железнодорожным вокзалом и районами, не охваченными электричками и метро.
24 марта 2009 года по проекту кольцевой линии были приняты и утверждены её трассировка, план финансирования и сроки строительства. Согласно этому плану, ввод кольцевой по всей длине планировался в 2018 году. Предположительная стоимость проекта составляла от 15 до 50—60 миллиардов датских крон.

### Хронология открытия участков
- 19 октября 2002 года метрополитен Копенгагена открылся на участке между Нёррепортом и Вестамагером (станции Нёррепорт, Конгс Нютёр, Кристиансхаун, Исландс-Брюгге, ДР-Бюэн, Сундбю, Белла-Сентер, Эрестад и Вестамагер), с юго-восточным ответвлением к Лерграуспаркен (станции Амагербро и Лерграуспаркен). Участок имел длину в 7,3 километра и состоял из 11 станций[16].

Схема линий Копенгагенского метро до 2007 года.

- 29 мая 2003 года открылся участок до Фредериксберга (станции Форум и Фредериксберг). Изначально открытие участка планировалось 25 мая, в связи с чем на линии было прекращено автобусное сообщение. Однако из-за того, что королева Дании Маргрете II не могла присутствовать на церемонии, открытие было отложено на 4 дня (в течение которых автобусы на линии не ходили)[17].
- 12 октября 2003 года линия продлена до Ванлёсе (станции Фасанвай, Линдеванг и Ванлёсе)[18]. Что примечательно, подземный участок между станциями Фредериксберг и Фасанвай был заимствован у системы S-tog, сообщение которой на этом участке было прекращено 20 июня 1998 года[19].
- 24 января 2004 года на участке Фредериксберг — Ванлёсе открылась ещё одна станция — Флинтхольм[5].
- 28 сентября 2007 года был открыт третий пусковой участок, длиной 4,5 километра, до аэропорта (станции Эресунн, Амагер-Странд, Фемёрен, Каструп, Луфтхаун). Красную ленточку на торжественной церемонии открытия конечной станции Луфтхаун (в северной части терминала 3 аэропорта) перерезал кронпринц Фредерик[20].

Схема метро после ввода кольцевого маршрута (линии M3/M4), после 2019/20 года.

- 29 сентября 2019 года открыта новая линия — M3[21].
- 28 марта 2020 года открыта новая линия (маршрут) — M4[22].
- 22 июня 2024 года — линия (маршрут) M4 продлена на 5 станций в юго-западном направлении[2].

### Современное состояние
На международной конференции по метрополитену (Metro Rail Conference) в 2008 году, эксперты из Нью-Йорка, Токио, Лондона и других городов с развитой системой метро признали Копенгагенское метро лучшим в мире. Кроме того, ему было присуждено первое место в номинации Лучшее метро Европы. В качестве главных причин для такого решения были названы стабильность в работе метро, положительные оценки со стороны пассажиров и высокий уровень безопасности. Также на выбор экспертов повлияла и скорость, с которой была введена в эксплуатацию новая ветка до аэропорта Каструп.
На 2010 год метро Копенгагена состояло из 22 станций, 9 из которых являются подземными (3 станции мелкого заложения и 6 глубокого). Общая длина линий в двухпутном исчислении составляла 23 километра, из них около 11 километров проходят в туннелях и 12 километров по земле и на эстакадах. 

## Пассажиропоток
- По данным на 2009 год пассажирооборот Копенгагенского метрополитена составлял 50 миллионов человек в год и 137 тысяч в сутки[26],
- в 2021 году — 73,3 млн. и 220 тыс. соответственно[1].
- 2023 — 120 миллионов,
- 2024 — 126 миллионов, в будни за сутки 400 тысяч[27].

### Будущее метрополитена
Оказанием консультационных услуг по организации транспортной системы и вопросами технической стороны строительства занимается консорциум «Ramboll» и строительной компании «Atkins» (Великобритания). Субподрядчиками строительства являются датская архитекторская компания «KHR Arkitekter A/S» и британская компания «Parsons Group».

## Инфраструктура

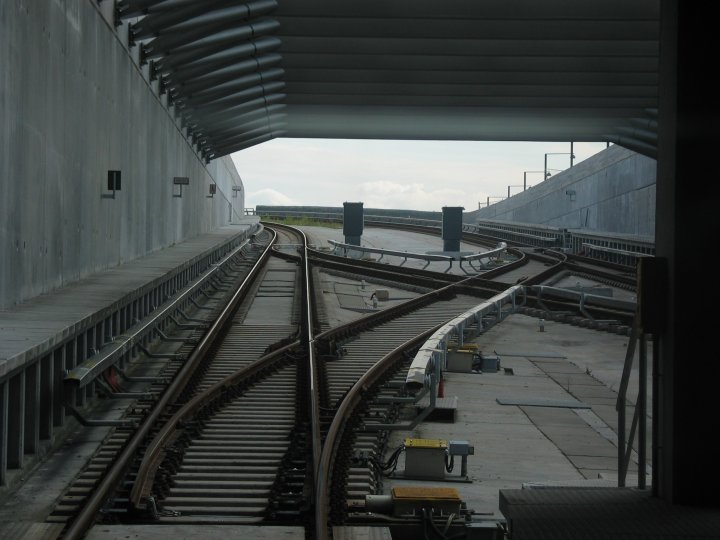
Выход тоннеля на поверхность, недалеко от станции Исландс-Брюгге, 2003 год.

На 2024 год копенгагенское метро состоит из четырёх линий с 44 станциями.

### Тоннели
Для строительства тоннелей было учреждено совместное предприятие COMET (The Copenhagen Metro Construction Group), куда входили сотрудники 6 компаний различных стран. На счету COMET постройка около 8 км тоннеля и 5 км наземных линий, 12 станций (7 подземных и 5 наземных). Проходка тоннелей началась в 1998 году недалеко от будущей станции Исландс-Брюгге (дат. Islands Brygge).
Постройка тоннелей осуществлялась тремя методами:
1. Метод ТПК или тоннелепроходческий комплекс, с использованием буровой тоннелепроходческой машины. Так как, в основном, проходка осуществлялась через известняковые породы, большая часть тоннелей сделана с использованием именно этого метода. В работе использовались два щита фирмы «Wirth», получившие имена Лив (англ. Liva) и Бэтт (англ. Bette)[19] (один из них, после проведения восстановительных работ, вёл проходку метро в Казани[6]).
2. Метод НАТМ или Новый австрийский метод проходки туннелей (англ. NATM — The New Austrian Tunneling method). Данный метод применялся на участках, где диаметра проходческого щита было недостаточно (например, на развилках). Тоннель расширялся с помощью экскаваторов с установленными на них гидравлическими резаками[19].
3. Открытый метод (англ. Cut & Cover) применялся на участках, где тоннель расположен вблизи поверхности земли. В основном открытым методом были сделаны тоннели возле станций Исландс-Брюгге, Фредериксберг и Лерграуспаркен. При открытом методе тоннели получаются не круглого, а прямоугольного сечения[28].

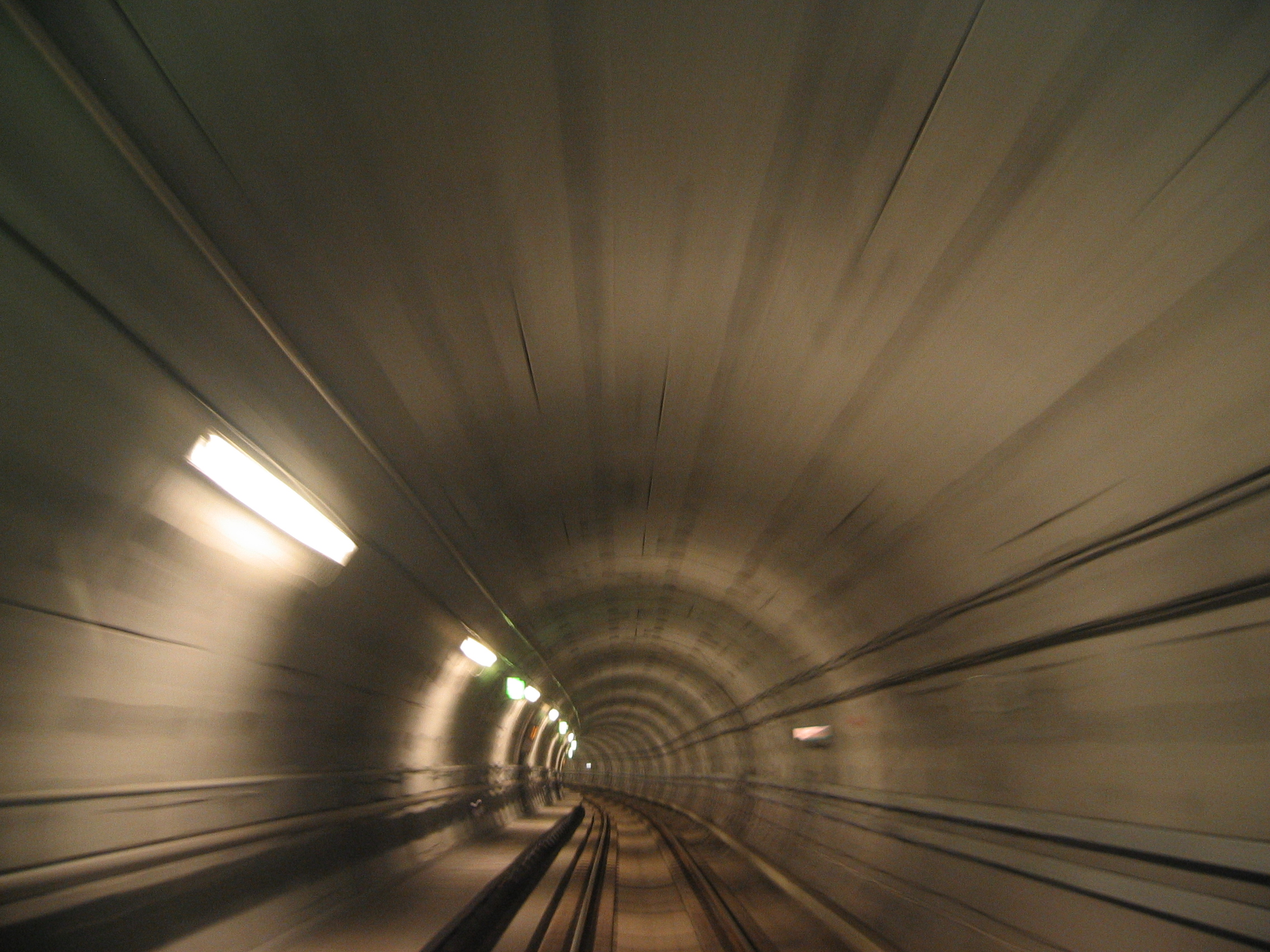
Тоннель Копенгагенского метро, 2001 год. Слева видна пешеходная дорожка.

Тоннели расположены на глубине от 25 до 33 метров, причём подземные станции занимают более высокую позицию и расположены ближе к поверхности земли (на глубине 20 м). Такое расположение станций относительно тоннелей сделано с целью энергосбережения, так как поезда движутся с горы во время ускорения и в гору во время торможения. В среднем секция тоннеля Копенгагенского метро имеет внутренний диаметр 4,9 м, внешний диаметр — 5,5 м и  весит 3100 кг.
В каждом тоннеле имеются пешеходные дорожки, которые могут быть использованы для эвакуации пассажиров за пределами станции. Также имеются аварийные выходы через каждые 600 метров (при усреднённом расстоянии между станциями от 1000 метров). Пешеходные переходы хорошо освещены, чтобы было легко найти выход. Различные кабели и технические сооружения расположены под пешеходными дорожками.
Вентиляция тоннелей осуществляется по продольной схеме. Вентиляционные шахты расположены через каждые 3,7 м по всей длине перегона. Отличительной особенностью шахты на поверхности является фундамент из светло-серого гранита.

### Линии и маршруты
В Копенгагенском метро имеются четыре линии: M1, M2, M3 и M4.
| Линия | Название | Цвет    | Цвет     | Маршрут                                                 | Годы открытия новых участков | Длина      | Станции |
| ----- | -------- | ------- | -------- | ------------------------------------------------------- | ---------------------------- | ---------- | ------- |
| M1    | Линия M1 | Зелёный | Линия M1 | Ванлёсе — Вестамагер                                    | 2002 / 2003 / 2004           | 13,1 км    | 15      |
| M2    | Линия M2 | Жёлтый  | Линия M2 | Ванлёсе — Луфтхаун                                      | 2002 / 2003 / 2004 / 2007    | 14,2 км    | 16      |
| M3    | Линия M3 | Красный | Линия M3 | Кольцевой маршрут                                       | 2019                         | 15,5 км    | 17      |
| M4    | Линия M4 | Синий   | Линия M4 | Главный вокзал — Ориэнткай Ню Эллэберг — Главный вокзал | 2020 / 2024                  | 4,5/5,7 км | 8 / 5   |

Линии M1 и M2 совпадают на участке от станции Ванлёсе до станции Кристиансхаун. Затем M1 идёт до станции Вестамагер, которая находится в Кальвебод-Феллед (дат. Kalvebod Fælled), западной части острова Амагер. А линия M2 проходит до аэропорта в Каструпе, восточная часть Амагера.

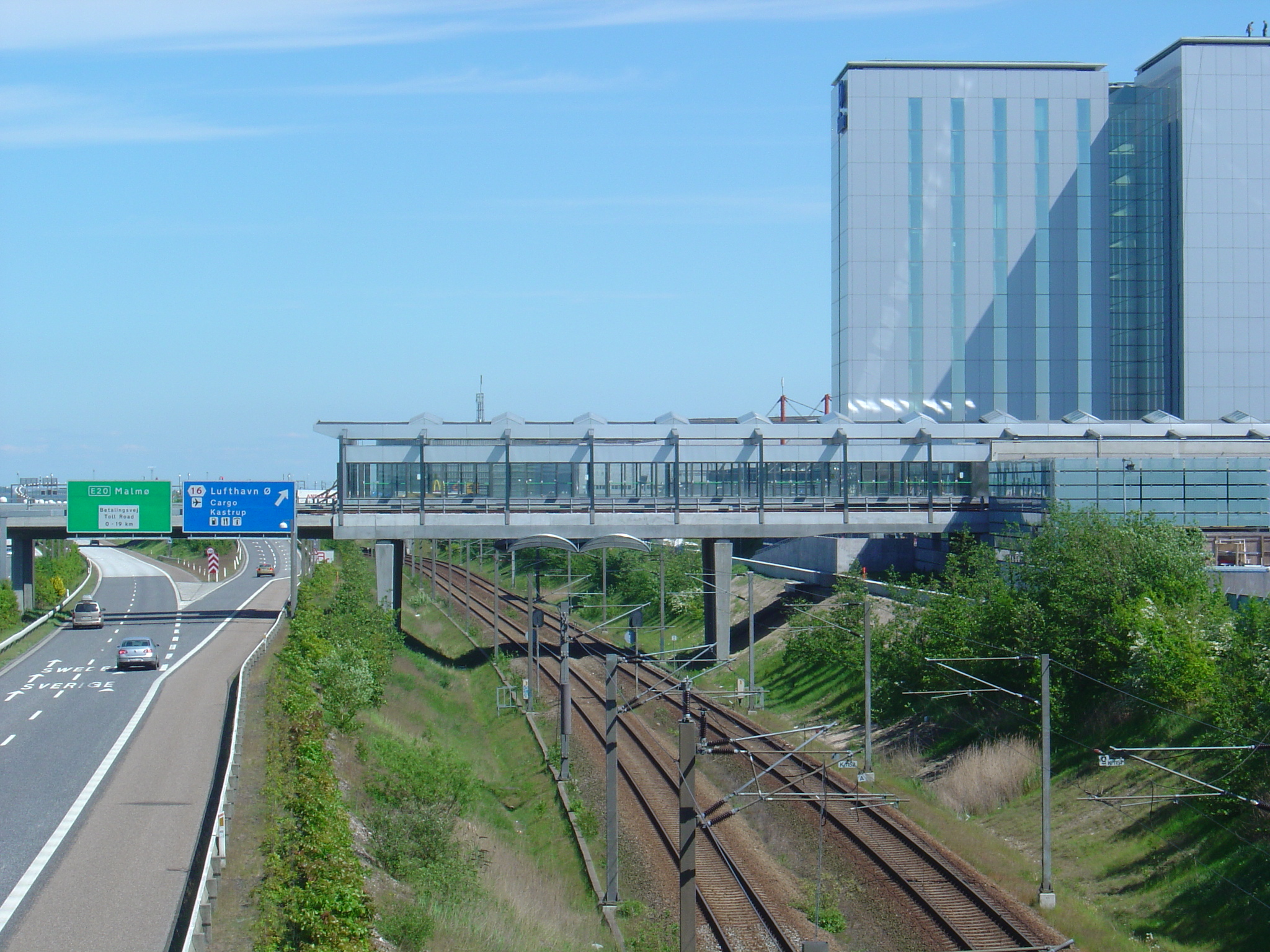
Надземная станция метро Луфтхаун в Каструпе, 2007 год.

Линии M3 и M4 составляют единый маршрут Cityringen. Однако, кольцевой линией является только M3, когда как M4 является конечным маршрутом от станции Кёбенхаунс-Ховедбанегор (главный железнодорожный вокзал Копенгагена) до станции Нёрребро, через ключевую станцию Конгенс-Нюторв, с которой можно попасть на любую из четырёх линий Копенгагенского метрополитена.
С открытием 28 сентября 2007 года участка метро до аэропорта была замечена путаница при объявлении станции. На станции Кристиансхаун, после которой линии расходятся (маршрут M1 идёт на Вестамагер, а маршрут M2 до аэропорта), шло объявление «До станции Луфтхаун — аэропорт Копенгагена» (Toget kører til Lufthavnen — Copenhagen Airport). Многим пассажирам (в основном туристам) удавалось расслышать только последнюю часть сообщения (аэропорт Копенгагена), в результате они выходили на станции Кристиансхаун, уверенные, что находятся уже в Каструпе. В марте 2009 года это сообщение было заменено на «Кристиансхаун — этот поезд идёт до Луфтхаун — Аэропорт Копенгагена» (Christianshavn — Toget kører til — This train terminates at — Lufthavnen — Copenhagen Airport).

### Станции

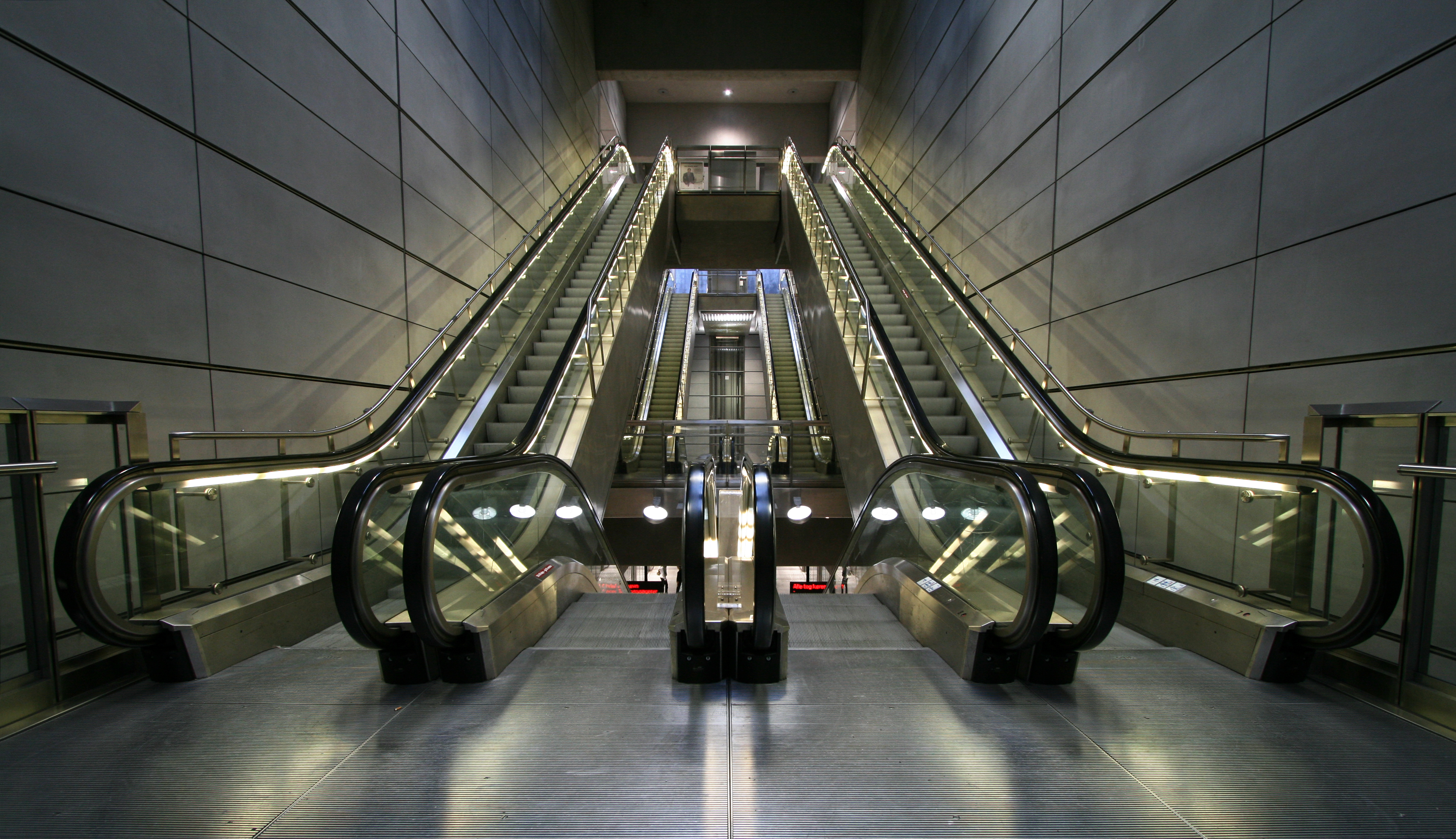
Эскалаторы промежуточного этажа ведут на платформу и наземный вестибюль.

На 2010 год в Копенгагене и Фредериксберге в общей сложности имелось 22 станции метро, 9 из которых — подземные. Наземные и надземные станции имеют ширину от 6 до 12 метров, накрыты лёгким навесом. Вход на станции осуществляется из подземного перехода по лестнице или на лифте (вместимостью 10 человек). Наземные станции с 2015 года получили дополнительную систему безопасности в виде прозрачных стеклянных ограждений и раздвижных дверей, ранее применявшихся только на одной наземной станции — Люфтхаун. Несмотря на это, все станции по-прежнему имеют электронную систему экстренной остановки поезда в случае нахождения на путях людей или падения предметов. Наземные станции созданы из стекла и стальных конструкций, от чего создаётся эффект лёгкости конструкции. Данное решение было выбрано в первую очередь для того, чтобы массивное здание станции не перегружало и не доминировало в окружающем пейзаже.
Из 9 подземных станций метро 6 станций глубокого заложения (глубже 20 метров) и 3 станции — мелкого (расположены непосредственно под поверхностью почвы). Все станции имеют размеры 60 метров в длину и 20 метров в ширину. Станции мелкого заложения построены открытым способом. Станции глубокого заложения строились сверху вниз. Сначала из плотно подогнанных друг к другу бетонных свай строились водонепроницаемые стены вокруг станции, чтобы убедиться в устойчивости к проникновению воды. Данный метод, во-первых, экологичен, а во-вторых, имеет более высокий уровень шумоизоляции и устойчивости к вибрации. Затем на стены были установлены перекрёстные балки (ниже уровня грунтовых вод), проверена водонепроницаемость крыши.
Пассажирские потоки входящих и выходящих пассажиров разведены и не пересекаются. Два эскалатора ведут на промежуточный этаж, другая пара — далее на платформу (на станциях мелкого заложения промежуточного этажа нет). Имеется лифт с уровня земли на платформу и обратно. На подземных станциях доступ в тоннель с платформы невозможен, так как она имеет стенки из прозрачного материала, в которые вмонтированы раздвижные двери. Открытие и закрытие дверей поезда и платформы синхронизировано (по принципу лифта). Данная система используется в целях безопасности — предотвращает падения или прыжки пассажиров на рельсы, повышает безопасность для слабовидящих пассажиров — и экономичности (дешевле и лучше контролировать вентиляцию на станциях и тоннелях). На станциях, расположенных в центре города, дежурные метро-стюарды следят за порядком и при необходимости оказывают помощь пассажирам.

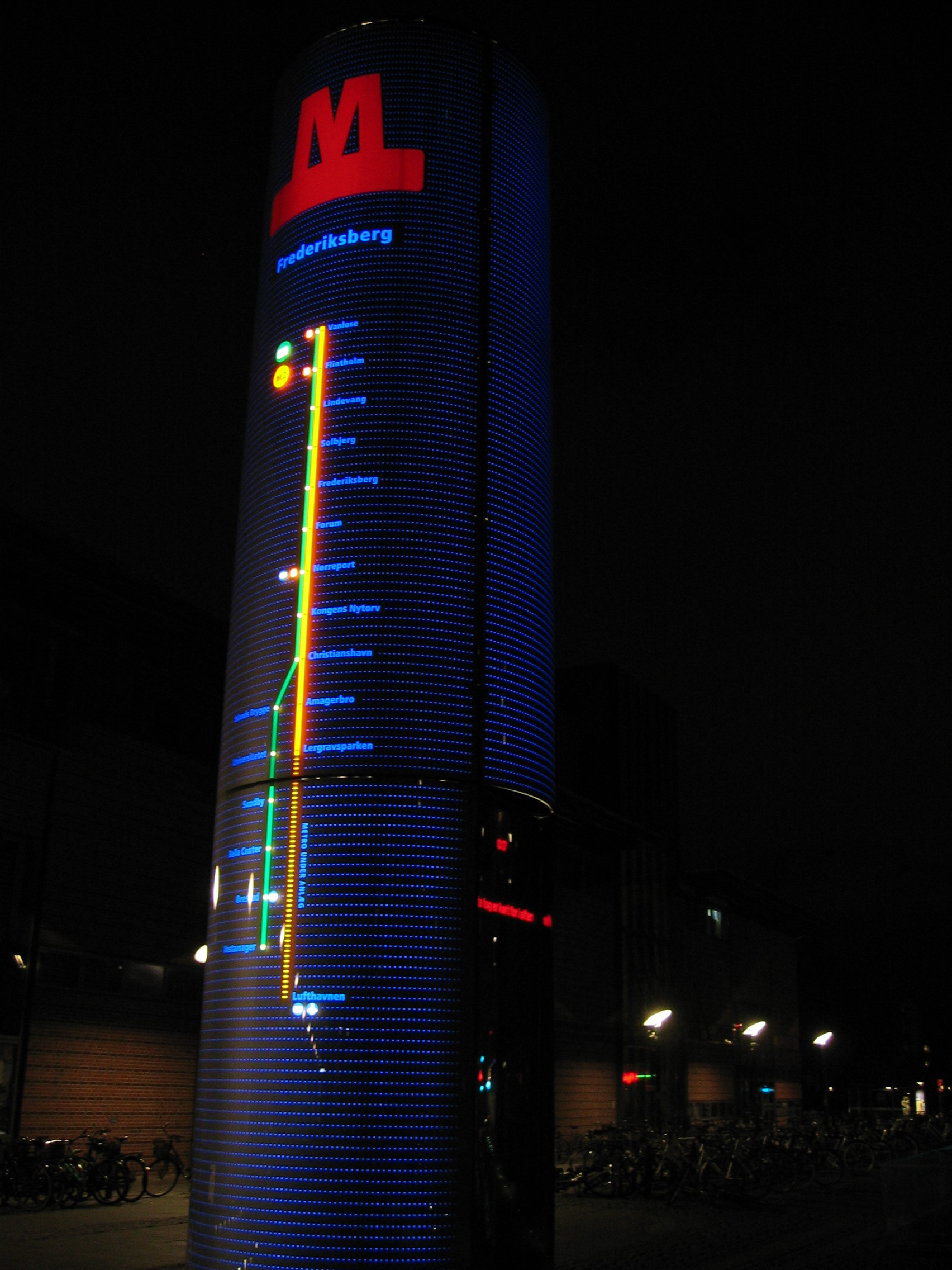
Информационная колонна у станции Фредериксберг с указанием линий маршрута и станций.

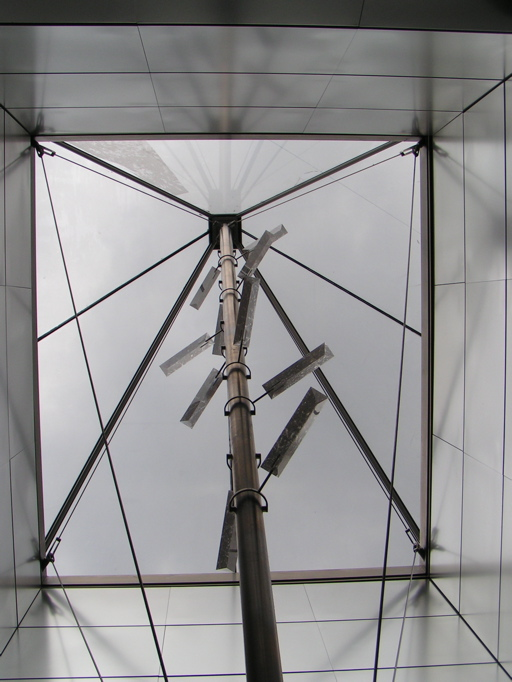
Стеклянная пирамида станции Конгенс-Нюторв, вид изнутри: система отражателей.

Указателем на станцию метро является установленная на поверхности информационная колонна. Высота колонны — 5 метров, что обеспечивает её видимость издалека. Практически всю часть колонны занимает электронный дисплей, на котором отображается информация о предыдущих и следующих станциях линии. Дизайн колонны разработан студией «Knud Holscher Industriel Design».
Помимо информационной колонны и остальных внешних признаков (стеклянные лифты и лестницы), указывающих на станцию метро, на поверхности над каждой подземной станцией установлены стеклянные пирамиды (длина основания — 3,5 м, ширина — 3,2 м, высота — 2,2 м). Сооружение обеспечивает дневное освещение расположенной на 18-метровой глубине платформы в светлое время суток. Если датчики света определяют недостаточную яркость света (пасмурно, сумерки) на глубоких участках, освещение дополняется искусственным электрическим освещением. Внутри пирамиды устроены алюминиевые отражатели, которые также усиливают свет.

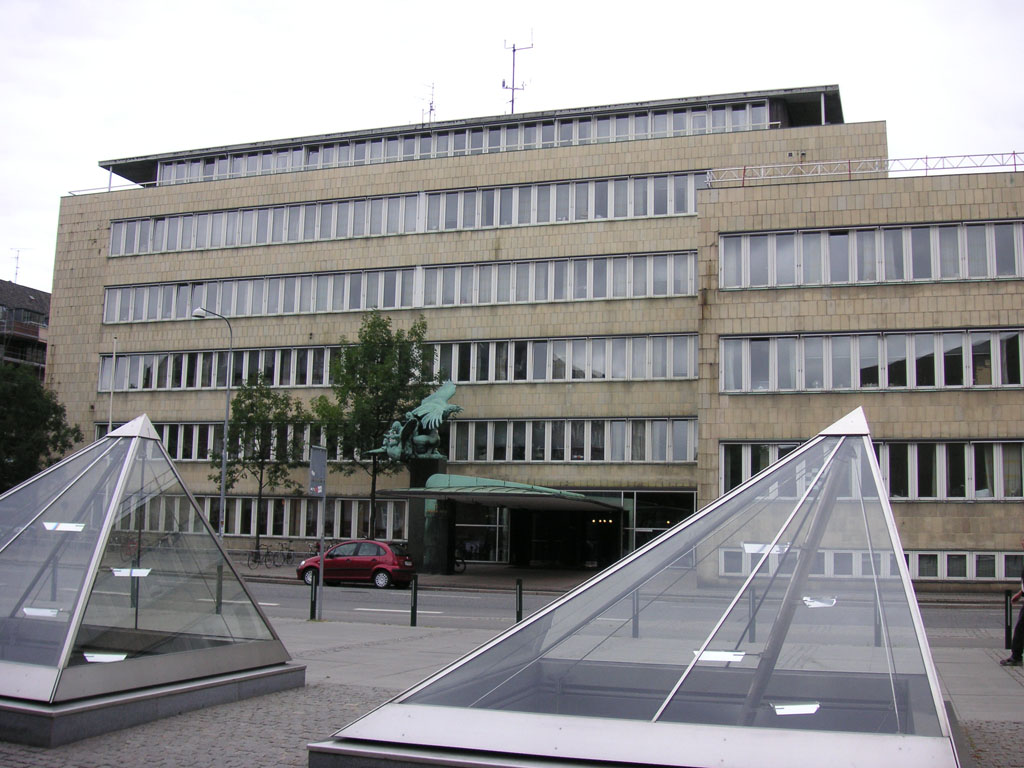
Стеклянные пирамиды над станцией Форум.

Такая пирамида, в свою очередь, является ещё одним указателем станции метро. Так, в 2005 году станция Форум, украшенная несколькими стеклянными пирамидами, была номинирована на приз Европейского Союза современной архитектуры (англ. European Union Prize for Contemporary Architecture).

## Подвижной состав
В 1998 году с итальянской железнодорожной инжиниринговой компанией Ansaldo Trasporti (с 2001 года AnsaldoBreda) был заключён контракт на электрическое и механическое оборудование для метрополитена. Данный контракт предусматривал поставку подвижного состава, укладку пути, обустройство систем тягового электроснабжения (750 В постоянного тока с питанием от контактного рельса), сигнализации и управления движением.
Внешний вид, основными особенностями которого, характерными как для внешнего вида, так и для дизайна интерьера, являются функциональность и простота, проектировался совместно с итальянской дизайнерской компанией «Giugiaro Design» и датской компанией «Carl Bro Design». Считается, что получившийся результат соединил в себе скандинавские традиции функционализма с итальянской изобретательностью и находчивостью.
Было заказано и введено в эксплуатацию 34 трёхвагонных поезда (из них на маршрутах, в рабочей зоне, находится не менее 18). Длина такого поезда — 39 метров, ширина — 2,65 м. Поезд создан под стандартную ширину колеи в 1,435 м. Высота пола над рельсом составляет 0,85 м, что совпадает с высотой платформы (в связи с этим, люди в инвалидных колясках или с коляской или велосипедом могут попасть в вагон без посторонней помощи). Полезная нагрузка поезда составляет 52 тонны. Максимальная скорость, которую может развить — 80 км/ч (максимальное ускорение — 1,3 м/с²). Средняя скорость с учётом остановок — 40 км/ч. Минимальный допустимый временной интервал между составами — 90 секунд.

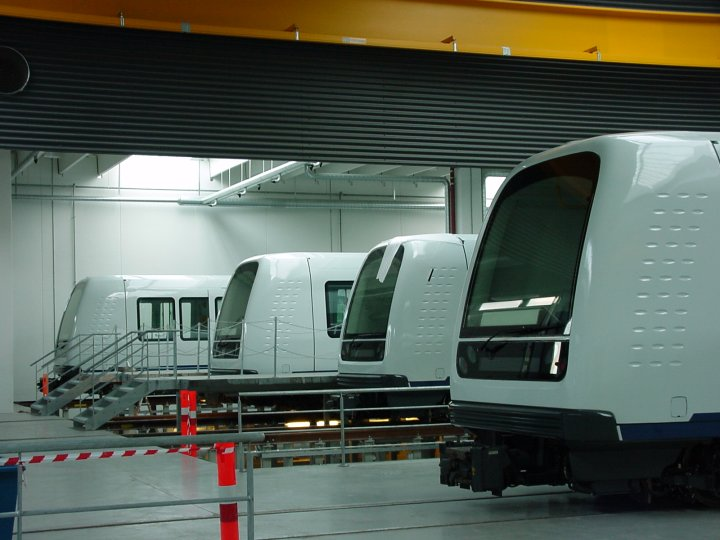
Поезда Копенгагенского метро в депо.

Каждый вагон снабжён двумя трёхфазными асинхронными двигателями. Мощность двигателя 141 л. с. (105 кВт), таким образом, суммарная мощность всего состава — 840 л. с. (630 кВт). Каждый двигатель вагона оснащён собственным IGBT, который преобразовывает 750 В постоянного тока, полученных от контактного рельса, в переменный ток, использумеый трёхфазной системой двигателя.
Вагоны имеют широкие проходы и просторные площадки для размещения пассажиров, едущих стоя, на инвалидных колясках и с велосипедами. Из-за небольшой, как правило, продолжительности поездки в таком поезде при полной пассажировместимости (300 человек) мест для сидения только 96 (по 32 в вагоне). В салоне каждого вагона имеются по два вмонтированных электронных дисплея системы информирования пассажиров, на которых выводится время, название следующей станции, сведения о пересадках на другие виды транспорта и другая полезная информация. Через эту систему можно связаться с центром управления поездами Копенгагенского метро.
В поездах ведётся видеонаблюдение в режиме реального времени. Направленная в первую очередь на решение проблемы безопасности пассажиров, система видеонаблюдения основана на системах CCTV (от англ. Сlosed Circuit Television, — система замкнутого телевидения) нового поколения, способна передавать на центральный пульт непрерывный поток изображений с метропоездов, движущихся со скоростью более 80 километров в час. Высокоскоростная передача изображений обеспечивается с помощью сети Wi-Fi, которая связывает поезда с точками доступа, установленными в туннелях. От точек доступа до пульта управления трафик передаётся по оптической мультисервисной транспортной сети, в результате чего хэндовер происходит совершенно незаметно (задержки пренебрежительно малы). Система разработана совместно компаниями «Alcatel» и «Ansaldo Trasporti Sistemi Ferroviari» (ATSF), дочерней структурой корпорации Finmeccanica.

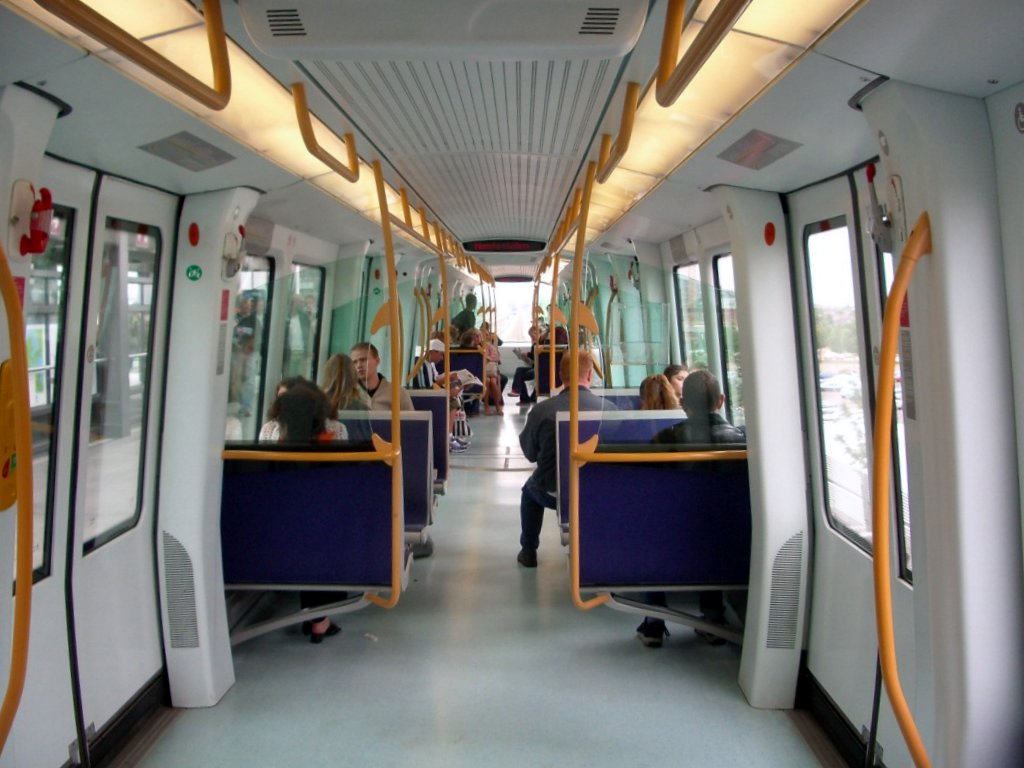
Внутренний вид вагона.

Так как поезда управляются автоматически, и кабина машиниста не предусмотрена, пассажиры могут наблюдать за движением через лобовое стекло. Так, в 2006 году организаторы «D3 Expo» (англ. Danish Electronic Entertainment Expo), первой шоу-выставки индустрии компьютерных и видеоигр в Северной Европе, использовали окна вагонов для имитации интерфейса видеоигры. Согласно идее рекламного агентства Saatchi & Saatchi, на окна были наклеены полупрозрачные плёнки, а движение поезда создавало удивительное сходство окна с экраном монитора.
Поддержка подвижного состава и электрического оборудования метрополитена осуществляется компанией «Inmetro Srl», которая была образована 1 января 2008 года. Inmetro Srl является совместным предприятием компании «Ansaldo Trasporti Sistemi Ferroviari» (владеет 49 %) и Миланской транспортной компании «Azienda Trasporti Milanesi» (владеет 51 %). До этого этим занимался консорциум Ansaldo и Serco, образованный в 2002 году. Но в 2007 году Ansaldo (при поддержке и промоутерстве компании «Эрестад») выкупили долю Serco.

## Безопасность и контроль
Одной из отличительных черт Копенгагенского метрополитена является то, что в поездах метро нет машиниста, а управление происходит благодаря АСУ ATC (англ. Automatic Train Control). Данная система призвана исключить возможность человеческой ошибки, а также более чётко контролировать расстояние между поездами — из-за точно заданных величин интервалов торможения и ускорения. Помимо ATC существует система контроля, регуляции и надзора, в ведении которой находятся питание, вентиляция, охранные сигнализации, система видеонаблюдения.

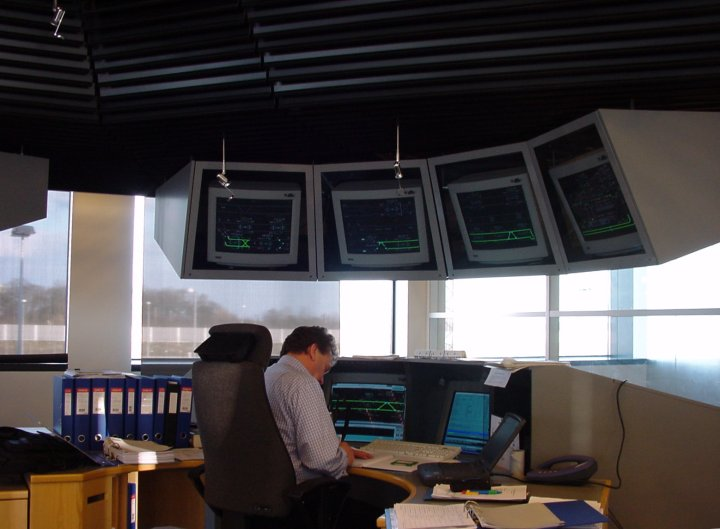
Центр управления поездами Копенгагенского метрополитена, 2001 год.

Контроль над системой происходит из Центра управления и технического обслуживания (дат. KVC, от Kontrol og vedligeholdelsescenteret) в Вестамагере. Территория центра занимает 1,1 гектара, где расположены депо, ангары для неработающих (неактивных) составов и технического обслуживания. Также на территории центра имеется 5 км пути, 800 метров из которых являются испытательным треком в период после обслуживания. Обычная смена состоит из пяти операторов, которые контролируют работоспособность систем. В случаях неожиданной ситуации оператор может вмешаться в работу, применив один из многих планов действия для неожиданных нештатных ситуаций.
Система ATC состоит из трёх подсистем:
1. Подсистема ATS (англ. Automatic Train Supervisory) — система наблюдения и контроля за маршрутами и направлениями движения поездов. Именно эта система выбирает маршрут движения поезда. Подсистема ATS, в зависимости от ситуации, выбирает сценарий для движения поезда. Например, различаются сценарии: нормальное движение поезда, движение поезда ночью, движения поезда при техническом обслуживании путей. Информация о движении и маршрутах поездов выводится на мониторы центра управления поездами. Так же ATS хранит информацию об ошибках и сбоях, мероприятиях по ремонту и техническому обслуживанию.
2. Подсистема ATO (англ. Automatic Train Operation) — система контроля движения на станциях, а именно: остановки поезда, открытия дверей, ожидания определённого периода времени, закрытие дверей, продолжение движения. Эта часть системы является аналогом автопилота и сравнима с физической функцией машиниста поезда. Подсистема ATO работает на очень высоком уровне, и не может самостоятельно изменять свои параметры, как то: скорость торможения или интервал ожидания на станции.
3. Подсистема ATP (англ. Automatic Train Protection) — система защиты от аварий в метро, пассажиров и персонала от несчастных случаев (в частности — сход с рельсов, столкновение поездов, открытие дверей во время движения). Система проверяет и контролирует ограничения скорости движения (три положения переключателя скорости: начало движения или разгон, движение и торможение), расстояние между поездами, стрелочный перевод и свободный путь (наличие на пути посторонних предметов, проведение ремонтных работ или работ по техническому обслуживанию)[19].

Все важные системы в поездах Копенгагенского метро избыточны и имеют резервирование (в случае выхода одной системы, управление переключается на дублирующую). Так, поезд может продолжать движение даже если половина его двигателей вышла из строя. В этом случае система контроля неисправностей обнаруживает ошибку и сигнализирует на пульт центра управления, а поезд по возможности выводится из рабочей зоны

### Платформенные раздвижные двери

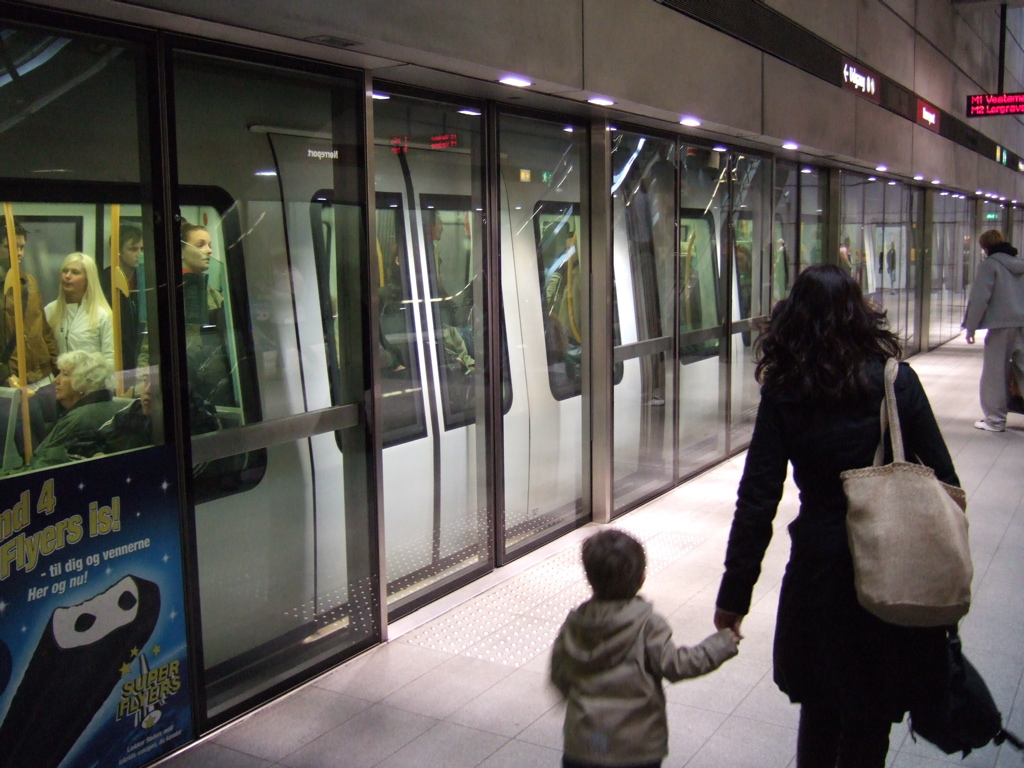
платформенные раздвижные двери на станции

На всех станциях копенгагенского метро установлены платформенные раздвижные двери, открытие и закрытие дверей поезда и платформы синхронизировано по принципу подъёмника, и так же контролируется подсистемой ATO. Кроме того, оборудование всех без исключения станций раздвижными дверьми в 2014—2015 дало возможность сократить интервал между поездами до полутора минут в час пик. Перед закрытием двери подаётся звуковой сигнал, а над самой дверью начинает мигать сигнальная лампочка. Кроме того, дверь имеет чувствительные к давлению края, что позволяет обнаружить имеются ли препятствующие закрытию даже небольшие предметы или объекты. При обнаружении такого препятствия закрытие дверей немедленно прекращается.

### Пожарная безопасность
В целях повышения пожарной безопасности поезда Копенгагенского метрополитена сконструированы в основном из негорючих материалов. Для деталей, которые невозможно создать из таких материалов, были использованы те трудногорючие материалы, которые при воспламенении не выделяют токсичные пары.
На подземных станциях, помимо стандартных противопожарных мер безопасности, в конструкции стеклянных пирамид используется электрический шпиндель. В результате основание пирамиды приподнято на 60 см, а в случае пожара шпиндель обеспечит необходимое удаление дыма во время эвакуации.

### Техническое обслуживание

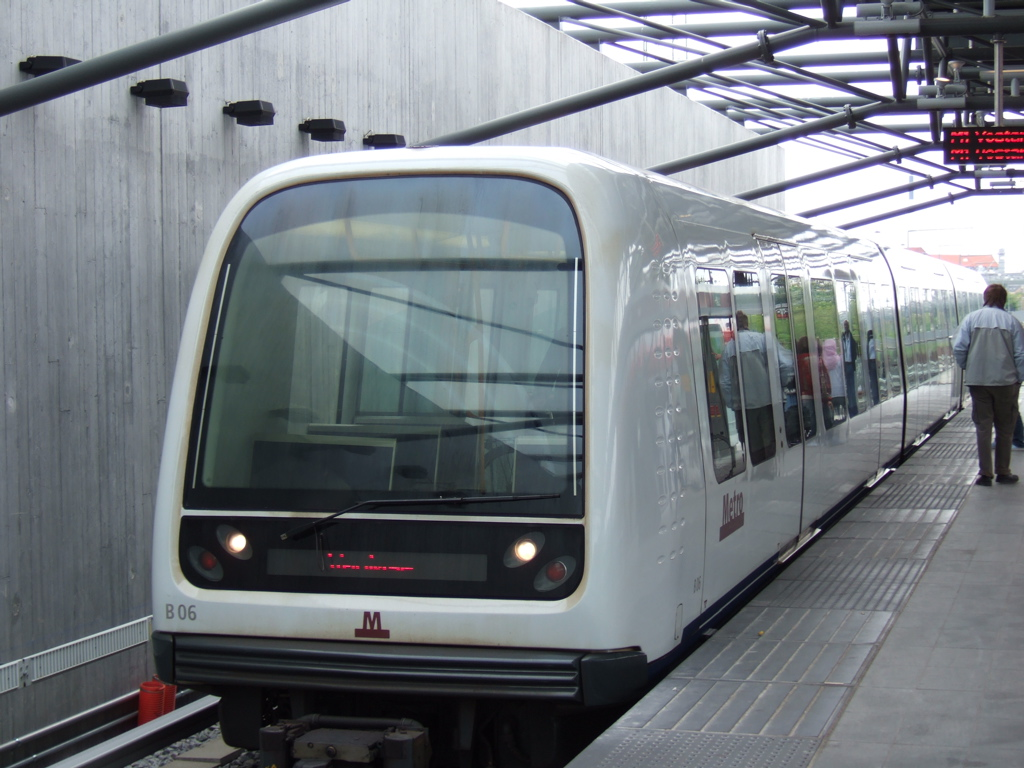
Составы управляются автоматикой, без машиниста.

Техническое обслуживание поездов включает в себя внутреннюю и внешнюю уборку вагонов. Внешняя чистка проходит в автоматическом режиме. Поезд автоматически выводится из рабочей зоны, и перегоняется в депо, где выполняется регулярная проверка. После чего он становится в очередь готовых к работе поездов. Если поезд нуждается в специальном уходе, он может быть выведен из системы в ручном режиме. Так, в сентябре 2003 года, во время пробного проезда у одного вагона отвалилась автоматически открывающаяся дверь, в результате чего все составы были принудительно выведены в режим технического обслуживания, в котором у всех вагонов были проверены и отрегулированы двери.
С переходом в марте 2009 года на круглосуточный режим работы, усложнились условия по обслуживанию метрополитена, так как ночи использовались для технических работ. Сейчас, если на одном пути действует какой-либо маршрут, второй путь используется в технических целях. Каждые два месяца (6 раз в год) Копенгагенский метрополитен частично закрывается на ночь (не работает часть ночи с воскресенья по четверг), в этот период времени проводятся работы по капитальному ремонту.

## Особенности проезда

### Время работы
Первоначально метро работало с 05:00 до 01:00 по будням, и круглые сутки по выходным, но с 16 марта 2009 года расписание изменилось, и Копенгаген стал одним из первых городов Европы с метро, работающим круглосуточно.

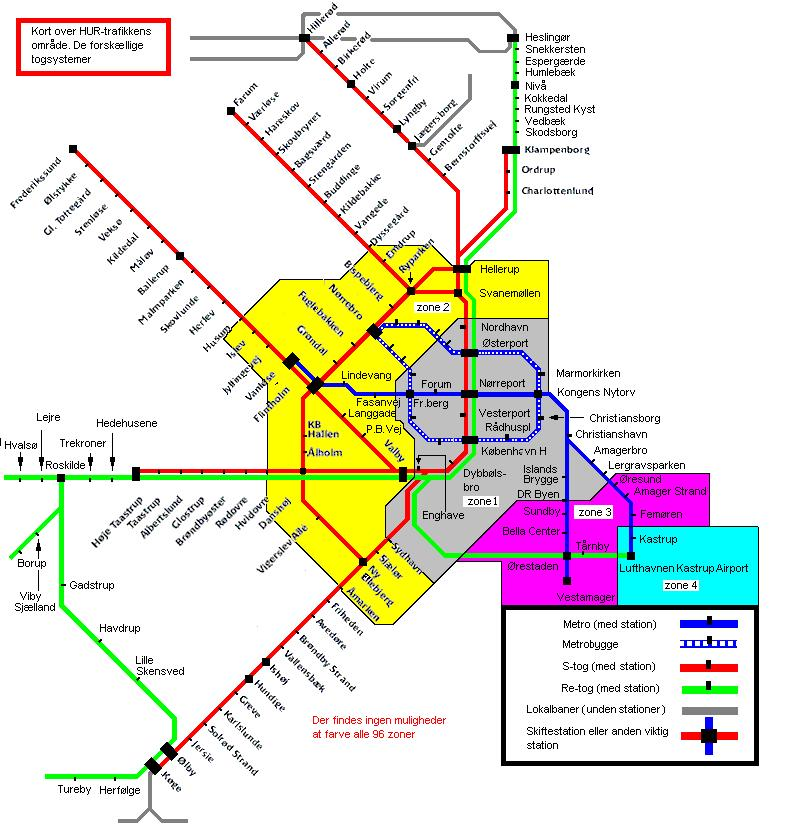
Транспортные зоны Копенгагенской агломерации.

Интервалы между поездами от 2 до 20 минут:
- в часы пик (07:00 — 10:00 и 15:00 — 18:00): 2 минуты на общем участке и 4 минуты на ответвлениях[46];
- в дневное время (05:00 — 07:00, 10:00 — 15:00, 18:00 — 24:00) 3 минуты на общем участке и 6 минут на ответвлениях[46];
- ночное время (24:00 — 05:00) 10—20 минут

### Оплата проезда

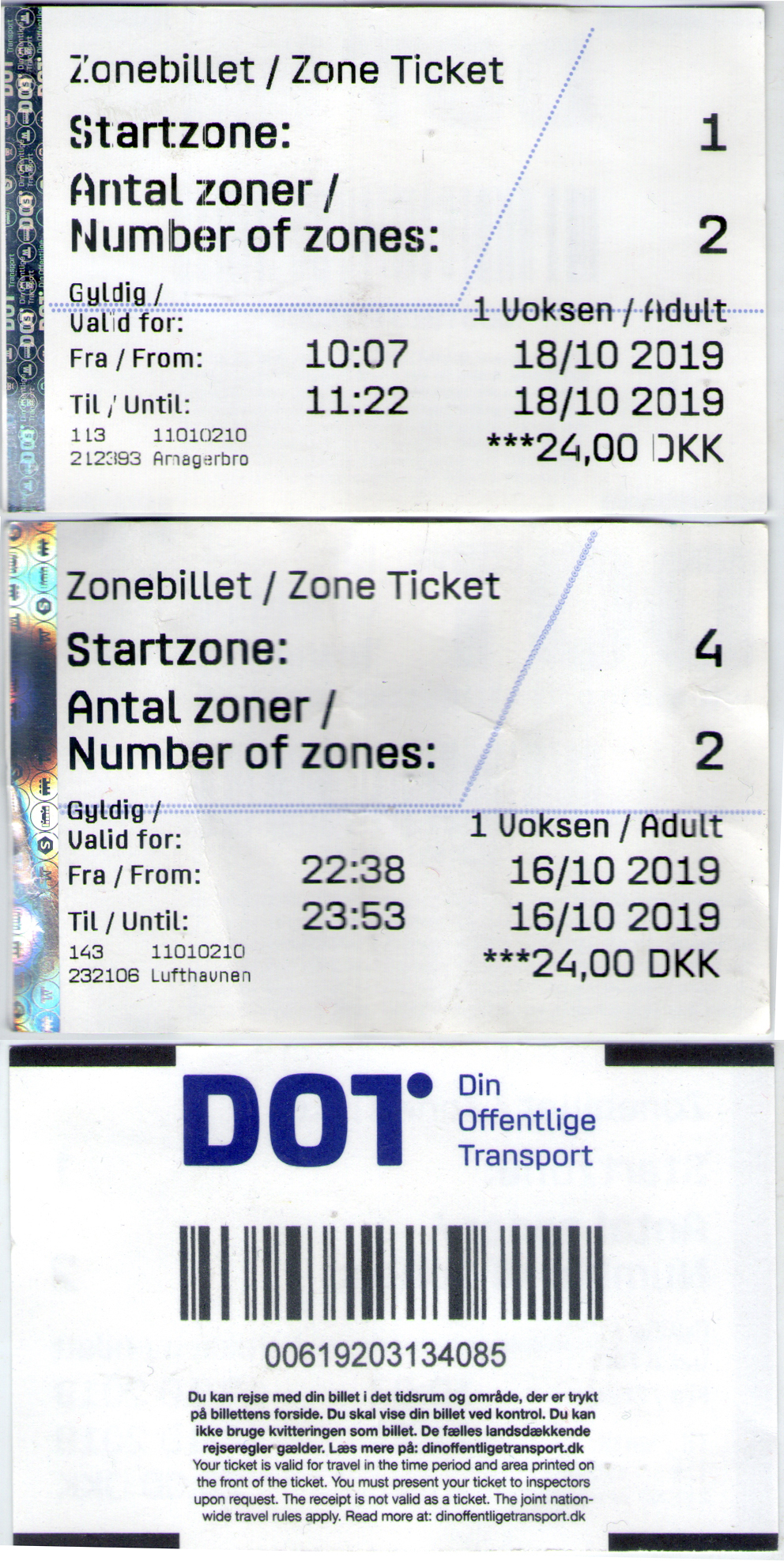
два аверса и один реверс билета на минимальную единоразовую поездку

В Копенгагенской агломерации используется интегрированная система оплаты с привязкой стоимости проезда к зоне следования. Метро охватывает 4 зоны:
- 1 зона, к которой относятся станции: Нёррепорт, Конгенс-Нюторв, Кристиансхаун, Исландс-Брюгге, ДР-Бюэн, Амагербро, Лерграуспаркен, Форум и Фредериксберг.
- 2 зона, к которой относятся станции: Фредериксберг, Фасанвай, Линдеванг и Ванлёсе.
- 3 зона, к которой относятся станции: Сундбю, Белла-Сентер, Эрестад, Вестамагер, Эресунн, Амагер-Странд и Фемёрен.
- 4 зона, к которой относятся станции: Каструп и Луфтхаун (Аэропорт)).

Внутри городской зоны (зоны 1—3) назначена фиксированная стоимость проезда (так, на октябрь 2010 года, стоимость проезда в одной зоне составляла 13,5 Kr, минимально допустимая начальная стоимость билета для взрослого — цена поездки через две зоны, то есть 27 датских крон), но при следовании в каждую следующую зону стоимость проезда возрастает. Такая система позволяет использовать любой доступный транспорт, включая пересадки на другое транспортное средство, без доплаты стоимости. Широкий выбор разнообразных типов билетов и проездных, разовая поездка по которым будет стоить значительно дешевле, позволяют минимизировать затраты на транспорт, в зависимости от частоты и расстояния необходимых поездок.
В метро действуют правила и ограничения:
- Взрослый пассажир имеет право провезти с собой двух детей возрастом до 12 лет бесплатно.
- Для детей до 16 лет существует детский тариф — 50% стоимости «взрослого» билета. Каждый ребёнок до 16 лет может провезти по своему билету одного ребёнка до 12 лет.
- Для собак и велосипедов необходим отдельный билет. Это нередко вызывает путаницу, так как велосипеды бесплатны к провозу в сети стыкующихся к метро городских электричек S-tog.
- Собаки-поводыри и маленькие собаки, помещённые в сумку, проезжают бесплатно. Для провоза крупных собак необходим билет, причём, специально для пассажиров-аллергиков существуют зоны, где собак провозить запрещено — это первые шесть мест в голове и в хвосте состава метро. При этом, если работник метрополитена посчитает, что ваша собака создаёт неудобства для других пассажиров, вас могут попросить прекратить поездку[49].

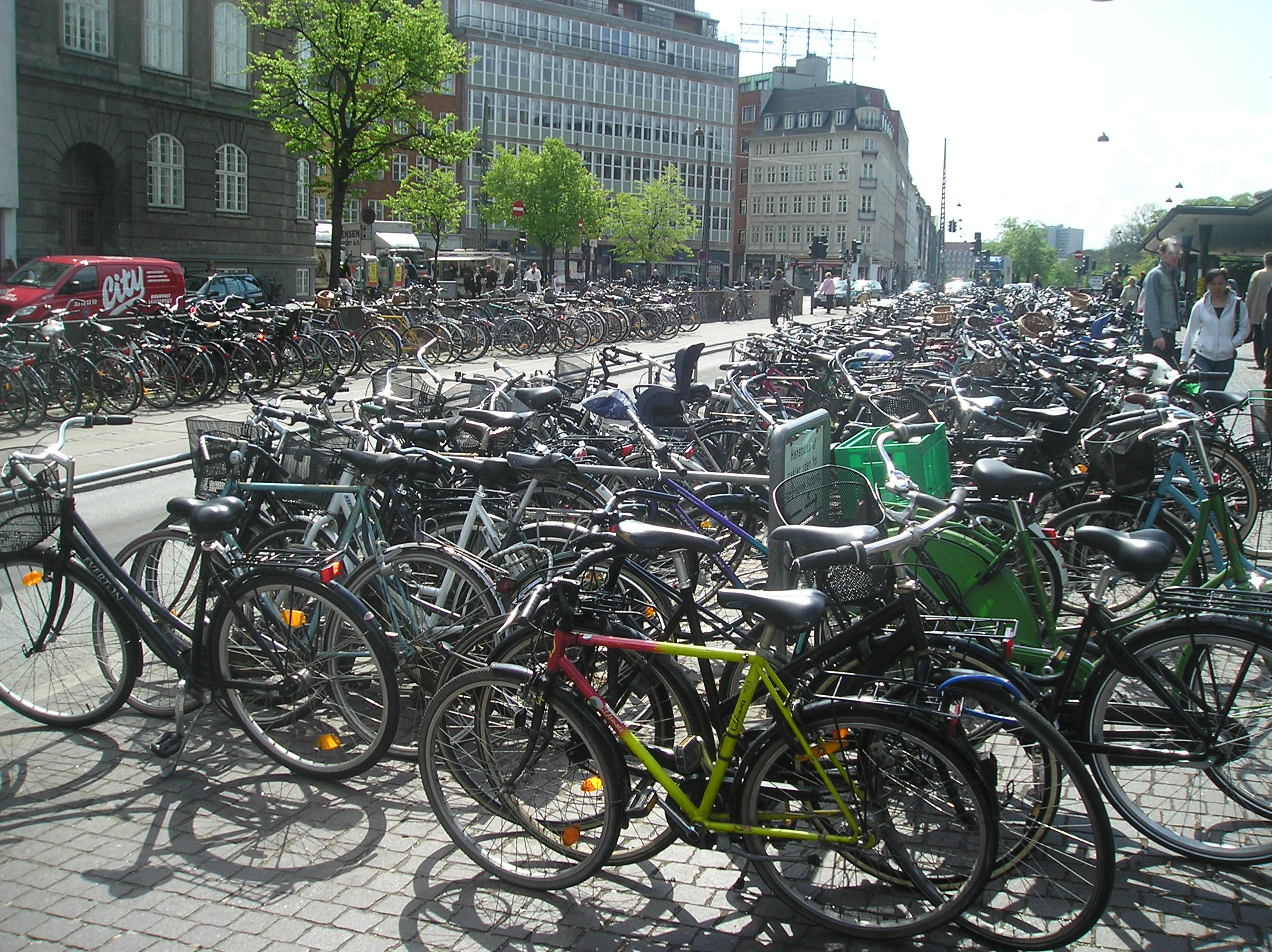
Стоянка велосипедов у станции Нёррепорт, 2007 год.

- Ограничения для провоза велосипедов[50]:
  - Для перевозки с собой велосипеда необходимо купить на него билет (12 Kr, или абонемент на 10 поездок стоимостью 105 Kr).
  - Запрещена перевозка велосипедов в периоды с 07:00 до 08:30 и с 15:30 до 17:00 (часы пик). В летние месяцы, в период с 1 июня по 1 сентября, это правило не действует. Практически у каждой станции метро имеется организованная парковка для велосипедов, а на станциях Ванлёсе, Форум, Нёррепорт, Конгенс-Нюторв, Кристиансхаун, Амагербро и Лерграуспаркен имеются специальные, оборудованные видеонаблюдением подвалы для бесплатной парковки[50].
  - Запрещены к перевозке в метро грузовые велосипеды (типа дат. Christianiacykler или дат. Long Johns) и велосипеды с тремя или более колёсами[50].
- В ночные часы стоимость билета такая же, как и днём, для обладателей бумажных билетов, и меньше для обладателей электронных билетов-карточек.

Все виды билетов можно купить в автоматах, за монеты или воспользовавшись кредитной картой. На многих станциях имеются кассы или киоски, где можно купить билет у кассира (и бесплатно взять транспортные схемы, расписания и другие информационные материалы).
До 30 июня 2015 года действовала система разовых билетов-карточек, действительных для всех видов городского и пригородного транспорта, кроме такси и экскурсионных автобусов. Карточки были различных типов — для суточных поездок по всем транспортным зонам или для одно-, полутора- или двухчасовой поезки, в зависимости от количества зон, покрываемых разовым билетом. Билеты выглядели как продолговатая карточка с пронумерованным отрывным полем. Разовый билет необходимо было прокомпостировать в валидаторе в первом транспортном средстве по пути вашего следования; от отрывного поля автомат-валидатор отрезал кусочек и рядом со вновь отрезанным кусочком проставлял дату, точное время и зону активации билета. Билет был действительным с этого времени и в течение интервала указанного на обороте карточки. По истечении этого срока билет необходимо было валидировать вновь, для продолжения поездки или совершения новой. Валидаторы в Копенгагенском метро выкрашены в жёлтый цвет и были установлены в вестибюлях подземных станций или при входе на платформу на наземных станциях. Большинство из них демонтировано за ненадобностью.
Бумажный билет разового пользования нового образца и поныне можно купить в автоматах и киосках на станции. Билет не требует компостирования и действителен в течение одного часа с момента покупки для зон 1—3, полутора часов для зон 4—6 и двух часов — для зон 7—8. Время действия билета указано на самом билете жирным шрифтом, время покупки — более тонким и мелким.
В настоящее время действует система электронных карточек, которые пополняются с банковской карты. Проездную карточку можно оформить на станции и сделать именной или анонимной. Как и все билеты, карточка может использоваться на различных видах транспорта, кроме такси.
Для начала поездки (и начала считывания денег) карточку необходимо поднести к стойке с синим табло и надписью check-in. На табло вы увидите надпись ОК, а на карточке будет зарезервирована минимальная посадочная стоимость начала поездки и зафиксировано время начала поездки — вы этого не увидите, но сумма будет зарезервирована на 2,5 часа. По окончании поездки необходимо поднести карточку к стойке с синим же полем и надписью check-ud. Система сопоставит время и зону начала поездки, вычислит расстояние, помножит на действующий тариф в метро, добавит минимальную стоимость начала поездки, и в доли секунды после того как вы поднесли карточку к полю check-ud, вы увидите, сколько стоила ваша поездка и сколько денег на карточке для поездок имеется в остатке.
Так как тарифы на проезд в метро, поездах и автобусах разнятся и доход поступает различным компаниям, необходим учёт смены перевозчика.
Для пассажиров это означает, что начав поездку одним видом транспорта, пассажир должен поднести карточку к стойке с надписью check-in всякий раз, когда меняет тип транспорта (скажем, пересаживается с метро в поезд, а затем из поезда в автобус).
При окончании поездки с пересадками необходимо поднести карточку к стойке с синим полем и надписью check-ud в том транспорте, который завершает вашу поездку.
Если пассажир решит каждый раз в рамках одной поездки при смене транспорта заканчивать поездку и подносить карточку к полю check-ud, это обойдётся ему в несколько раз дороже, так как он несколько раз заплатит минимальную посадочную стоимость.
Средняя стоимость поездки через все четыре зоны Копенгагена по электронному билету составляет 25 крон, что вдвое дешевле, чем аналогичная поездка по бумажному билету.
При невыполненной операции окончания поездки check-ud с карточки по истечении четырёх часов после начала поездки будет снята сумма максимальной стоимости поездки в регионе активации карточки (в Копенгагене это 70 крон).
Контроль оплаты проезда может осуществляться как на станциях, так и в вагонах. Штраф за безбилетный проезд составляет 750 крон и обязателен к выплате. При неуплате штрафа транспортной компании в течение полугода данные неплательщика будут переданы компанией государственной налоговой службе, которая в обязательном порядке удержит штраф не позднее следующего 1 мая.
В каждом поезде метро есть места, доступные для предварительного резервирования. Связь и заказ осуществляются через диспетчерскую и кассу. Эта функция очень удобна и в основном используется матерями с детскими колясками или в случае поездок с большой группой детей.
Также в Копенгагенском метро, помимо различных скидок и ограничений, управление метрополитена предоставляет пассажирам гарантии на случай неисправностей движения. Так, между станциями повреждённого участка запускается автобусное сообщение, а если задержка превышает полчаса, то пассажир, воспользовавшийся услугами такси, может рассчитывать на возмещение потраченных на это средств. Заполнив специальный бланк и отослав его в службу метро по обслуживанию клиентов, пассажир может в течение 3 месяцев вернуть себе потраченную на такси сумму (не более 200 Kr), при этом такси должно быть поймано возле станции, где произошёл сбой в работе метро и доставить пассажира в район той станции метро, доступ к которой был ограничен.

## Управление и владелец
Владельцем метро является датская компания «Эрестад» (дат. Ørestadsselskabet). Созданная 24 июня 1992 года, компания имела две основные задачи: постройка метро в Копенгагене и развитие района Эрестад. В 2007 году «Ørestadsselskabet» разделилась на две компании, каждой из которых досталась одна из основных целей головной фирмы. Появившаяся таким образом компания «Метро» (дат. Metroselskabet I/S) является на сегодняшний день владельцем и оператором метрополитена, а также контролирует и организует строительство кольцевой линии. 50 % компании «Metroselskabet» принадлежит коммуне Копенгаген, 8,3 % — Фредериксбергу, а 41,7 % принадлежит государству.
Основные лица компании-оператора:

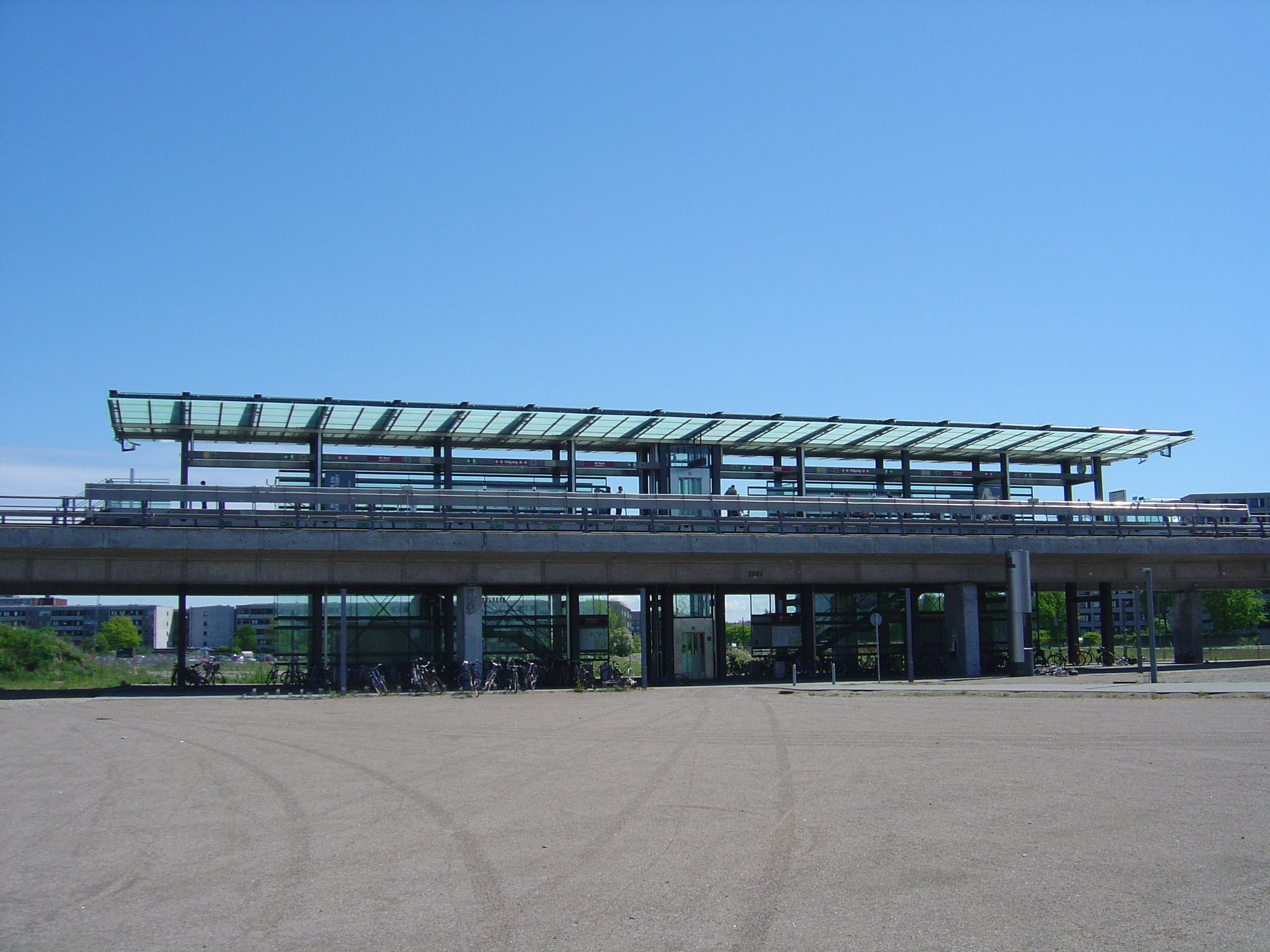
Надземная станция ДР-Бюэн, 2007 год.

- Хеннинг Кристоферсен[23] (дат. Henning Christophersen) — председатель правления директоров компании «Ørestadsselskabet».
- Хенрик Плоугманн Ольсен (дат. Henrik Plougmann Olsen) — исполнительный директор компании «Metroselskabet».

## Критика
Постройка метро в весьма короткие сроки (и, как следствие, большие финансовые вложения) привела к завышению результативности нового вида транспорта. Так, в 2006 году в старейшей датской ежедневной газете «Berlingske Tidende» появилась информация, что с вводом метрополитена пассажирооборот увеличился на 20 %, когда, как сами жители Дании уверены, что он увеличился не более чем на 1 %. Такое завышение было объяснено тем, что после создания первых двух линий метро (стоимость составила около 15 млрд крон), новый проект кольцевой линии потребует ещё больших вложений, которые требуется обосновать. Предполагалось, что ввод метрополитена снизит количество автомобилей на дорогах. В Копенгагене, как и во многих крупных городах, проблемой являются автомобильные пробки, повышенные городской шум и загрязнение воздуха. Однако, вопреки опасениям, пассажирооборот Копенгагенского метрополитена на 2008 год составил 16 % превышения (это 44 миллиона пассажиров в год).
Открытие в 2007 году участка до станции Луфтхаун (аэропорт Каструп) привело к спорам с жителями острова Амагер, проживающими вблизи линии метро. Данный участок метрополитена использует бывшую амагерскую линию датской железной дороги (DSB, дат. Danske Statsbaner), то есть является наземным. Жители считали, что линия должна была проходить под землёй, чтобы не создавать шума и дополнительных препятствий наземному движению.

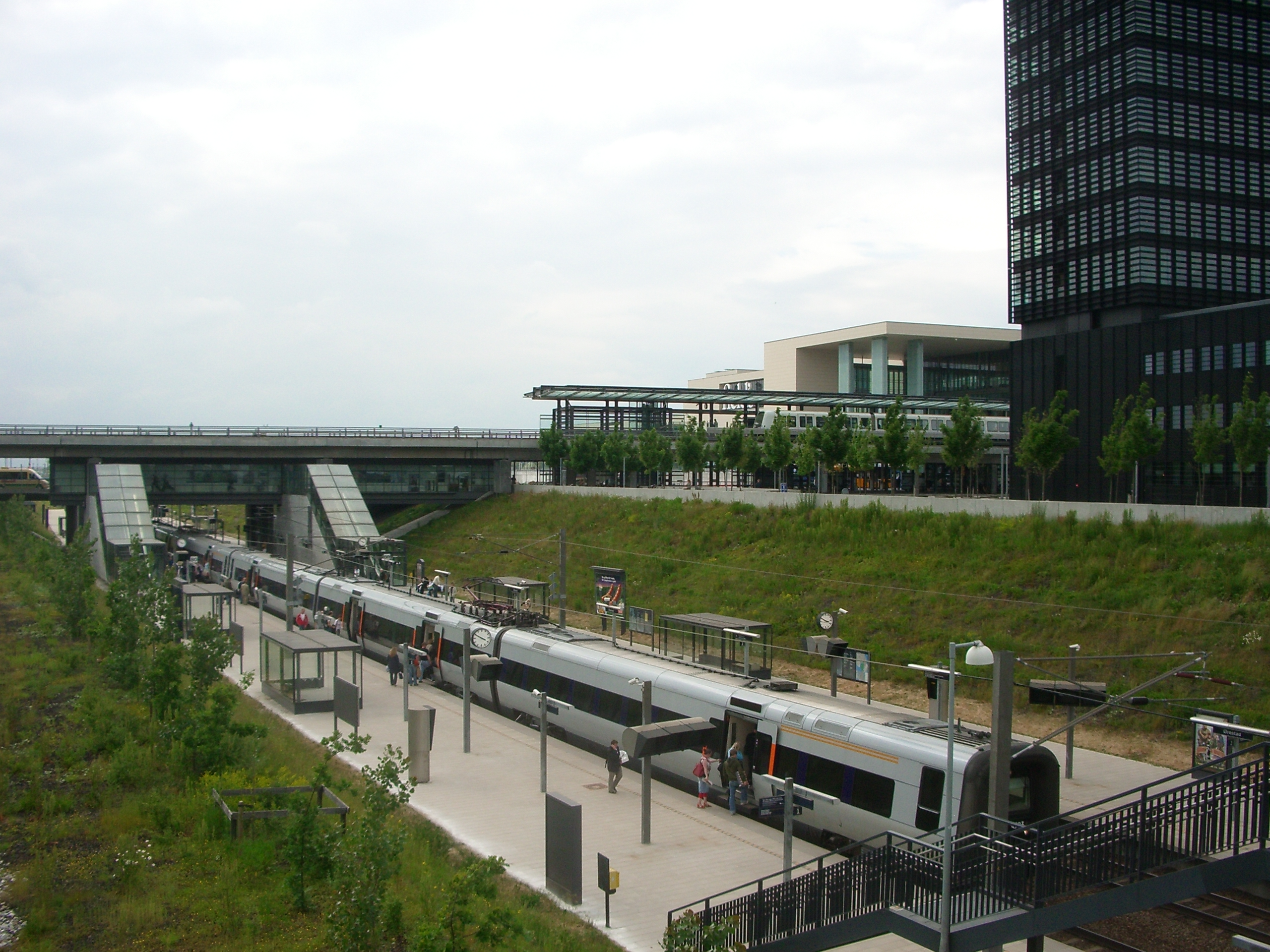
Наземная станция метро Эрестад, 2006 год.

Некоторые аналитики склоняются к мнению, что новая кольцевая линия (Cityringen) не решит проблему с количеством автомобильного транспорта на дорогах. В первую очередь потому, что кольцевая будет охватывать пригороды и отдалённые от центра Копенгагена районы, не влияя (положительно) на ситуацию в центре, а лишь добавляя полосы движения на уже перегруженные участки. Таким образом, при предположительной стоимости проекта в 50—60 миллиардов крон, количество автомобилей (и, как следствие, уровень шума и загрязнения) снизится всего на 1—2%.
Мэрия Копенгагена одобряет и поддерживает проект Cityringen, в том числе и возможное расширение кольца к 2030 году. Во-первых, кольцевая будет охватывать пригороды и свяжет их с единой сетью метро, став альтернативой существующему железнодорожному транспорту. В частности, были планы прокладки метро по территории коммун Гладсаксе и Херлев. В Херлеве находится крупнейшая больница Копенгагена — дат. Herlev Hospital (к тому же, здание Херлевского госпиталя является самым высоким зданием в Дании), добраться до которой пока можно только железнодорожным и автомобильным транспортом. По состоянию на 2015 год, кольцевая дорога все же ограничилась планами в рамках копенгагенской и фредериксбергской коммун.
Утверждённые планы строительства вызвали негативное отношение жителей города. Общественность была обеспокоена тем, что прокладка новой линии метро будет проходить в непосредственной близости от ценных городских объектов. Так, когда в 2007 году проводили пробные бурения, были обнаружены следы древнего порта, который можно отнести к VIII веку. До этого первое упоминание о Копенгагене, как о небольшом рыбачьем посёлке, датировалось 1043 годом. Археологические исследования удорожили и замедлили ход строительства.
Главная площадь Конгенс Нюторв, которая после запуска кольцевой дороги в 2019 году стала главной пересадочной станцией и соединила все четыре линии метро, вновь лишилась своих деревьев. Впервые это произошло в 1998 году, когда полуторавековые вязы были заменены на липы, которые, в свою очередь, не простояв и 25 лет, вынуждены были уступить место строительству, так же, как и другие старые деревья вдоль линии строительства. Экологические организации были возмущены, и в этот раз всячески способствовали проектам пересадки взрослых деревьев.
Большой резонанс вызвал снос с целью постройки станции метро части старейшего кладбища Assistens Kirkegaard, на котором, в частности, похоронены Ханс Кристиан Андерсен и Нильс Бор.
Жители районов, подвергшихся усилению ночного уровня шума в связи с постройкой метро, затеяли и выиграли долгую тяжбу о денежной компенсации и об ограничении времени ведения строительства. Таким образом, компания-застройщик лишилась возможности вести работы круглосуточно, что повысило стоимость и замедлило ход работ, вызвав, в свою очередь, новый шквал критики.
Особенно недовольны были владельцы магазинов у станции Норрепорт, которые с небольшими перерывами были вынуждены терпеть убытки из-за постоянных строительных работ у станции практически с 2000 года (сперва строительство первой ветки метро, после реконструкция самой станции и всего год спустя после реконструкции — строительство кольцевой ветки метро). Из-за кучности застройки большинство витрин близлежащих магазинов оказалось перекрыто строительными щитами, а вход — затруднён. Из-за увеличения пропускной способности станции для них в несколько раз возросла арендная плата, которая, всё же, не была компенсирована повышением проходимости и увеличением дохода из-за вышеупомянутых строительных работ.
Владельцы же торговых центров на Фредериксберге и Конгенс Нюторв, инвестировавшие в строительство прямых подземных входов в центры прямо из метро, напротив, повысили товарооборот, только усилив конкуренцию с мелкими предпринимателями.